# Lycodon neomaculatus
Lycodon neomaculatus — вид змій з родини полозових (Colubridae).

## Поширення
Вид поширений в Південно-Східній Азії. Населяє Індокитай (Камбоджа, Лаос, Таїланд, В'єтнам) і східну М'янму.